# Канделария Молфесе
Канделария Молфесе (на испански: Candelaria Molfese) е аржентинска актриса, певица и танцьорка. Известна е с ролята си на Камила в латиноамериканския сериал Violetta.

## Живот и кариера
Канделария е родена на 3 януари 1991 г. в Аржентина. Играе главни роли в театрални постановки – Покахонтас, Херкулес, Малката русалка, участва и в комедии. Започва артистичното си обучение в ранна възраст, учи пеене, пиано, танци, театър и музикални комедии.
От 2012 г. се снима в латиноамериканския сериал Violetta. Играе ролята на Камила, най-добрата приятелка на Виолета. Участва и в музикалния клип Juntos somos mas.
През 2013 г., заедно с всички актьори от Violetta, започва турне, наречено Violetta: en vivo.
Тя е посланик на организацията Amigos por el mundo, заедно с колегите си от Violetta Jorge Blanco (Леон) и Nicolas Garnier (Андрес). Това е проект, чиято цел е да вдъхнови хората да не правят разлика между различните общности. Проектът на Канделария е „Предаване на послание за мир“. Този проект на Спасете децата кани деца от Тумако, Колумбия, за да им осигури мир и спокойствие, за да бъдат далеч от насилниците си. Чрез интерактивни семинари за участие и комуникационни центрове, децата се учат как да изразяват мнението си и да разпространяват своите желания и мечти по радиото, телевизията, вестниците, блоговете и други медии. Чрез тази инициатива младите хора ще направят свои интервюта, репортажи, документални филми и реклами с послание за надежда.
Сега Канде е част от интернационалното турне Violetta Live.
На 7 декември 2014 Канде и Руджеро Паскуарели стават двойка. През 2020 се разделят. 

## Филмография

### Телевизия
| Година          | Заглавие            | Роля         |
| --------------- | ------------------- | ------------ |
| 2012 – 2014     | Виолета             | Камила Торес |
| 2012 – настояще | Amigos por el mundo | Себе си      |

### Филми
| Година | Заглавие               | Роля         |
| ------ | ---------------------- | ------------ |
| 2014   | Виолета: Концертът     | Камила Торес |
| 2015   | Виолета: Път към върха | Себе си      |
| 2016   | Аз съм Луна            | Ева          |

## Песни

### Албуми
| Година | Албум                |
| ------ | -------------------- |
| 2012   | Violetta             |
| 2012   | Cantar es lo que soy |
| 2013   | Hoy somos mas        |
| 2014   | Gira mi cancion      |

## Турнета
- Violetta: en Vivo (2013 – 2014)
- Violetta Live (2015 – 2016)